# Килпалин, Кирилл Васильевич
Кирилл Васильевич Килпалин (5 октября 1930 — 5 декабря 1991) — корякский писатель

 и художник. Заслуженный работник культуры РСФСР (1989), член Союза художников СССР (1990).

## Биография
Кирилл Килпалин родился 5 октября 1930 года в стойбище Верхнехаилино-Ваям Камчатского округа Дальневосточного края СССР в семье оседлых коряков-«нымыланов» (алюторцев). Килплаин учился в школе в Хаилино, затем в Тиличиках. По кончании школы работал мотористом и пастухом-оленеводом. Окончив в 1952 году сельхозшколу в Палане, стал ветеринарным фельдшером в селе Пусторецк. Вскоре тяжело заболел и долго лечился. В то время начал создавать свои первые живописные произведения. После выздоровления, в 1957 году был направлен на учёбу в художественное училище во Владивосток, но не окончив его вернулся на Камчатку. Некоторое время работал оформителем в доме культуры в Палане, но в 1962 году преехал в село Тополевка рядом с Хаилино, где и жил до самой смерти, занимаясь охотой, живописью и писательской деятельностью. Умер 5 декабря 1991 года.

## Творчество
Основные жанры живописи Килпалина — портрет, бытовой и мифологический жанры. Получила известность его серия портретов односельчан («Старушка Дуня», «Баянист Тапанан», «Портрет Ивыгина», «Девочка» и др.), жанровые картины на местном материале («Кораль», «Согжой пойман», «На батах»). Персонажу корякского фольклора — ворону Куткинняку, мифологическому прародителю коряков, Килпалин посвятил ряд акварелей и картину «Куткинняку и Миты». Работы Килпалина выставлялись в различных музеях России, Германии, США, Японии.
Литературное наследие Килпалина представлено преимущественно сказками, написанными им по мотивам корякского, ительменского и чукотского фольклора. Первые сказки в стихах и рассказы были написаны им в 1950-х годах. Первые публикации были в газете «Корякский коммунист». В 1964 году две его сказки — «Полярный олень» и «Длинный и короткий» — были опубликованы в сборнике «Здравствуй, утро камчатское!». Отдельным изданием сказки Килпалина вышли в 1986 году («Здравствуй, солнце!», на русском и корякском языках), а в 1993 году, уже после смерти автора, вышел его сборник «Аня. Сказки Севера» (на русском и алюторском языках).
В 2010 году был издан альбом работ Кирилла Килпалина, включающий репродукции его картин, а также литературные произведения и переписку.